# Wiesel-Täubling
Der Wiesel-Täubling (Russula mustelina, Syn.: Russula elephantina Fr.) ist ein Pilz aus der Familie der Täublingsverwandten, der besonders in den Fichtenwäldern der Mittelgebirge über Silikatgestein vorkommt. Es ist ein großer, dickfleischiger Täubling mit einem gelb- bis rotbraunen Hut, cremeweißen Lamellen und cremefarbenem Sporenpulver. Das milde Fleisch reagiert mit Eisensulfat rosa. Der Wiesel-Täubling ist ein guter Speisepilz, seine Fruchtkörper erscheinen meist gesellig von Juli bis Oktober.

## Merkmale

### Makroskopische Merkmale
Der 5–15 cm große Hut variiert in der Farbe von haselnussbraun zu gelb-bräunlich bis dunkelbraun; helle Tönungen sind seltener. Der Hutrand ist meistens ungerieft. Bei Trockenheit ist die Hutoberfläche matt und trocken, nur junge Exemplare weisen eine schmierig-klebrige Schicht auf (siehe Foto). Weil sich die Hüte unterirdisch entwickeln und erst im Alter die oberste Bodenschicht durchstoßen, bleiben am Schleim oftmals Humusteilchen haften.
Die äußerst brüchigen Lamellen sind weißlich bis gelblich-cremefarben und stehen gedrängt. Auf den bauchigen, 5–11 mm breiten Lamellen und auf dem Stiel findet man mitunter rostbräunliche Flecken. Das Sporenpulver (IIb nach Romagnesi) ist cremefarben und amyloid.
Der kurze, gedrungene Stiel ist zuerst weißlich, später bräunlich und hat eine leicht runzelige Oberfläche. Er ist gekammert-hohl und misst  3–11 × 1,3–4,5 cm. Jung ist das Fleisch sehr hart, im Alter wird es aber schwammig. Wie bei fast allen Täublingen bricht der Stiel leicht auseinander. Die Bruchstelle ist nie faserig oder glatt. Der Grund dafür sind kugelförmige Zellen, die in Nestern im Fleisch eingestreut sind. Man nennt diese Ansammlungen Sphaerozysten.
Das frische Fleisch hat keinen nennenswerten Geruch und schmeckt mild, beim Trocknen riecht es oft etwas käsig. Mit Eisensulfat reagiert das Fleisch rosa oder rosa-orange, mit Guajak intensiv blaugrün. Anilin verfärbt den Fruchtkörper rot und die Lamellen gelb.

### Mikroskopische Merkmale
Die elliptischen Sporen sind 7,2–10 µm lang und 5,7–7,4 µm breit, der Q-Wert (Quotient aus Sporenlänge und -breite) ist 1,2–1,5. Das Sporenornament besteht aus zahlreichen, kleinen, bis 0,3 µm hohen Warzen, die teilweise durch mehr oder weniger feine Rippen miteinander verbunden sind.
Die viersporigen Basidien sind schlankkeulig und messen 50–70 × 9–10 µm. Die Cheilozystiden sind überwiegend spindelig und an ihrer Spitze oft etwas eingeschnürt. Sie messen 30–80 × 4–9 µm, während die ähnlichen Pleurozystiden 75–110 µm lang und 9–12 µm breit werden. Alle Zystiden sind zahlreich und färben sich in Sulfobenzaldehyd schwach und nur stellenweise grauschwarz an.
Die Hutdeckschicht besteht aus zylindrischen bis zugespitzten, meist septierten und verzweigten, 2,5–9 µm breiten Haaren. Dazwischen findet man 3,5–7 µm breite Pileozystiden, die sich kaum mit Sulfobenzaldehyd anfärben lassen, die Hyphenwände sind schwach gelatinisiert.

## Artabgrenzung
Sehr ähnlich ist der ebenfalls essbare Braune Leder-Täubling (Russula integra). Dieser hat normalerweise weniger hartes Hutfleisch und dunklere Lamellen. Ebenfalls sehr ähnlich können braunhütige Formen des Grünen (Russula heterophylla) oder Fleischroten Speise-Täublings (Russula vesca) sein. Deren Sporenpulver ist aber rein weiß. Weitere braungefärbte Täublinge sind roh probiert scharf oder bitter.

## Ökologie
Bevorzugter Lebensraum des Wiesel-Täublings sind Nadel- und Mischwälder im Gebirge. Dort erscheinen seine Fruchtkörper meist gesellig von Juli bis September, unter 500 m Seehöhe ist er sehr selten. Als Mykorrhizapilz lebt er in Symbiose mit Nadelgehölzen, vor allem Fichten. Nicht selten wächst er auf Waldwegen und wird dann von Spaziergängern oft umgestoßen oder zertreten. Der Wieseltäubling wächst fast nur über Urgestein wie Granit, Gneis, Werfener Schichten, Buntsandstein oder Flinz. Er ist stark kalkmeidend und ist an nährstoffarme, sandig-saure Böden gebunden. Laut Krieglsteiner ist der Pilz auch ein Trockenheitszeiger.

## Verbreitung

Europäische Länder mit Fundnachweisen des Wiesel-Täublings.
Legende:
Länder mit Fundmeldungen
Länder ohne Nachweise
keine Daten
außereuropäische Länder

Der Wiesel-Täubling ist in Europa, Nordasien (Russland-Fernost), Nordafrika (Marokko) und Nordamerika (USA) verbreitet, er kommt von der mediterranen Zone bis in die nördliche Nadelwaldzone vor, nördlich wurde der Pilz noch in Lappland gefunden. In Westeuropa kommt die Art in den Mittelgebirgslagen vor, in Südosteuropa vor allem in den Hochgebirgen.
In Deutschland ist der Wiesel-Täubling vor allem in den Mittelgebirgen verbreitet, nördlich des 52. Breitengrades ist er in Deutschland extrem selten. In bestimmten Gebieten, wie das zum Beispiel im Schwarzwald der Fall ist, ist er stellenweise häufig, insgesamt zeigt er aber deutliche Rückgangstendenzen (in Baden-Württemberg Gefährdungsgruppe G3). In der Schweiz findet man den Pilz hauptsächlich oberhalb 600 Meter, im Durchschnitt auf etwa 1700 Metern über Meer. Im relativ flachen Gebiet vom Genfersee bis zum Bodensee wurde er nur vereinzelt nachgewiesen. In gewissen Jahren kann der Täubling in der Schweiz ortshäufig sein, ansonsten ist er eher selten.

## Systematik
In der älteren Literatur wird der Wiesel-Täubling häufig Russula elephantina genannt. Auch Singer verwendete diesen Namen in seiner Russula-Monographie mit dem Argument, dass der Name, der 1788 von James Bolton eingeführt würde, älter sei. Allerdings ist die Zuordnung keineswegs sicher. Der Name Russula elephantina kann ebenso für verschiedene größere Täublinge der Sektion Compactae stehen, weshalb man heute den von Fies 1838 eingeführten Namen mustelina verwendet.

### Infragenerische Systematik
Der Wieseltäubling wird von Bon in die Untersektion Heterophyllinae gestellt, die ihrerseits in der Sektion Heterophyllae steht. R-DNA-Untersuchungen und die Befunde der Mykorrhizaanatomie zeigen aber, dass er mit den übrigen Vertretern der Untersektion weniger verwandt ist. Des Täubling steht vielmehr zwischen den Griseinae und den Heterophyllinae.

### Varietäten
Folgende Varietäten wurden beschrieben:
| Varietät                         | Autor        | Beschreibung |
| -------------------------------- | ------------ | --- |
| Russula mustelina var. iodiolens | Bon & Robert | Die Varietät ist ähnlich wie der Typus, aber kleiner. Der Hut ist nur 5 (7) cm breit und die Huthaut meist deutlich bereift. Typisch ist der unangenehme Geruch nach Jod. Im Unterschied zum Typus sind die Sporen fast vollständig netzig ornamentiert. |
| Russula mustelina var. fulva     | Bon          | Der (4)5 –7(9) cm breite Hut ist kleiner als beim Typ. Auch die Huthaut ist matter und fast samtig oder am Rand leicht rissig. Der Hut ist zuerst braunrötlich, blasst aber braungelblich aus. Die Lamellen sind jung cremefarben, dann mehr oder weniger rostfarben. Der Stiel ist 4–5 µm lang und 1–2 cm breit, weiß bräunlich, bereift und glatt. Der Täubling kommt unter verschiedenen Laubbäumen bis ins Tiefland vor. |

## Bedeutung
Der Wiesel-Täubling ist ein bekannter, vielgesuchter Speisepilz. Gründe dafür sind wohl sein sehr gutes Aroma und seine Ergiebigkeit. Im Gegensatz zu anderen Pilzen (wie dem Reifpilz) wird er nur sehr selten von Maden befallen.